# Gillichthys seta
Gillichthys seta es una especie de peces de la familia de los Gobiidae en el orden de los Perciformes.

## Hábitat
Es un pez de mar y, de clima subtropical y demersal.

## Distribución geográfica
Se encuentra en el Pacífico oriental central: Puerto Refugio (Isla Ángel de la Guarda, el Golfo de California ).

## Observaciones
Es inofensivo para los humanos. 